# Alcis gomphica
Alcis gomphica là một loài bướm đêm trong họ Geometridae.